# Guy Poyet
Pour les articles homonymes, voir Poyet.
Guy Poyet échevin et magistrat de la Renaissance.
Guy Poyet, seigneur de Jupilles et de Saint-Silvin, et d'autres fiefs en Anjou, fut attaché au présidial d'Angers. Il devint échevin de la cité d'Angers et magistrat chargé de la police et de la justice seigneuriale. 
En 1509, il fut nommé échevin perpétuel. Il mourut la même année le 27 novembre 1509.
En 1471, il se maria avec Marguerite Hellaud. Ils eurent six enfants : 
- Pierre Poyet, maire d'Angers et Conseiller du Roi de France ;
- Guillaume Poyet, chancelier du roi de France ;
- Guy Poyet, prêtre, seigneur d'Iscarbot ou Escharbot, devenu Saint-Silvin ;
- Guillemine Poyet, femme de Jean Bouvery ;
- Marguerite Poyet, femme de Thomas gautier ;
- Étiennette Poyet, femme de Pierre Dutour, écuyer et seigneur de Chamdoiseau, sénéchal de Belligné.

## Sources
1. ↑  Franc̜ois Alexandre Aubert de La Chesnaye-Desbois, Dictionnaire de la noblesse, contenant les généalogies, l'histoire & la chronologie des familles nobles de France, l'explication de leur armes, & l'état des grandes terres du royaume ..., 1774, 794 p. (lire en ligne), p. 12.
2. ↑  http://www.odile-halbert.com/Famille/POYET.pdf